# Великолепна щитоноса райска птица
Великолепната щитоноса райска птица (Ptiloris magnificus) е вид птица от семейство Райски птици (Paradisaeidae).

## Разпространение и местообитание
Разпространен е в Австралия, Индонезия и Папуа Нова Гвинея.